# Gwathló
De Gwathló of Gwathir (Nederlands: Grauwel) is een fictieve rivier in J.R.R. Tolkiens wereld Midden-Aarde. Gwathló en Gwathir zijn de Sindarijnse namen. De naam van de rivier is in het Adûnaisch Agathurush.
De rivier ontstond uit de samenvloeiing van de Mitheithel en de Glanduin en stroomde in zuidwestelijke richting om uit te monden in Belegaer. De Sindarijnse naam Gwathló betekent Schaduwmoerasrivier, maar de Númenoreanen, die in de Tweede Era aan de monding de haven Lond Daer stichtten, gaven het de naam Gwathir dat Schaduwrivier betekent. Ook in de moedertaal van Númenor, het Adûnaisch, heette de rivier Schaduwrivier. De Grijsvloed stroomde door dichtbebost gebied en alle betekenissen verwijzen naar de schaduwen die de bomen wierpen op het water.
Toen Gondor in de Derde Era op het hoogtepunt van zijn macht was, vormde de Grijsvloed de westelijke grens van het rijk. Ook Arnor, het noordelijke rijk van de Dúnedain, reikte op zijn hoogtepunt tot aan de Grijsvloed. Bij de enige doorwaadbare plaats in de rivier lag de stad Tharbad, die gezamenlijk door Arnor en Gondor werd bestuurd. Toen de invloed van de Dúnedainrijken afnam, raakte Tharbad in verval.
Zie ook: Lijst van koningen van Arnor · Lijst van koningen van Arthedain · Lijst van hoofden van de Dúnedain
Adorn · Anduin (de Grote Rivier) · Angren (Isen) · Baranduin (Brandewijn) · Betoverde Rivier · Bruinen (Luidwater) · Carnen (Roodwater) · Celduin (Running) · Celebrant (Zilverlei) · Celos · Ciril · Deemril · Dieptestroom · Erui · Gilrain · Glanduin (Grensrivier) · Glanhir (Meringstroom) · Gwathló (Grauwel) · Harnen (Zuiderrivier) · Lefnui · Lhûn (Lune) · Limlicht · Mitheithel (Grijsvloed) · Morgulduin · Morthond · Nimrodel · Ninglor (Lis) · Onodló (Entwas) · Poros · Rhimdath · Ringló · Serni · Sirith · Sirannon (Poortstroom) · Sneeuwborn · Het Water · Wilgewinde · Woudrivier